# إينغفار جونسون
إينغفار جونسون (بالآيسلندية: Ingvar Jónsson)‏ هو لاعب كرة قدم آيسلندي في مركز حراسة المرمى، ولد في 18 أكتوبر 1989 في ريكيافيك في آيسلندا. شارك مع منتخب آيسلندا تحت 19 سنة لكرة القدم ومنتخب آيسلندا تحت 21 سنة لكرة القدم ومنتخب آيسلندا لكرة القدم. أما مع النوادي، فقد لعب مع ستيارنان وناتسبيرنوفلاغ أكوريرار ونادي ساندفيورد ونادي ستارت ونادي فيبورج.

## وصلات خارجية
- إينغفار جونسون على موقع الاتحاد الأوربي (الإنجليزية)
- إينغفار جونسون على موقع قاعدة بيانات كرة القدم.إي يو (الإنجليزية)
- إينغفار جونسون على موقع ناشيونال فوتبول تيمز (الإنجليزية)
- إينغفار جونسون على موقع Soccerway.com (الإنجليزية)
- إينغفار جونسون على موقع AS.com (الإسبانية)